# Детройт (река)
Детройт (англ. Detroit, фр. Detroit) — река в Северной Америке, судоходна на всём протяжении, является важной водной артерией региона. Длина реки — 52 км Площадь водосборного бассейна — 1811 км². Средний расход воды — 5321 м³/с.
Детройт вытекает из озера Сент-Клэр и впадает в Эри, являясь одной из рек системы Великих озёр. В переводе с французского название реки означает «пролив», дав, таким образом, наименование одному из крупнейших городов США.
Крупнейшие населённые пункты на реке — города Детройт в США и Уинсор в Канаде, соединённые через реку мостом Амбассадор и туннелем.
В 2001 году река включена в Список охраняемых рек Канады.

## Галерея

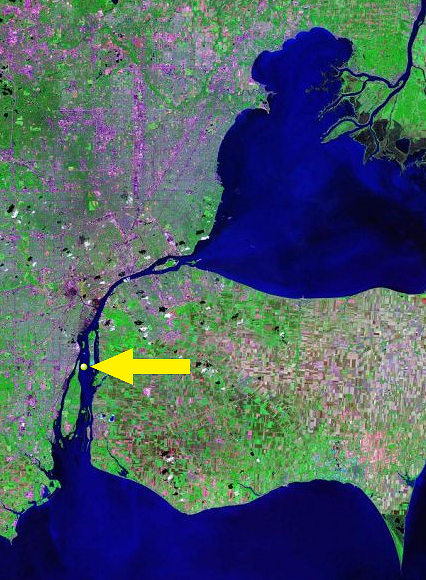
Река Детройт, вид из космоса
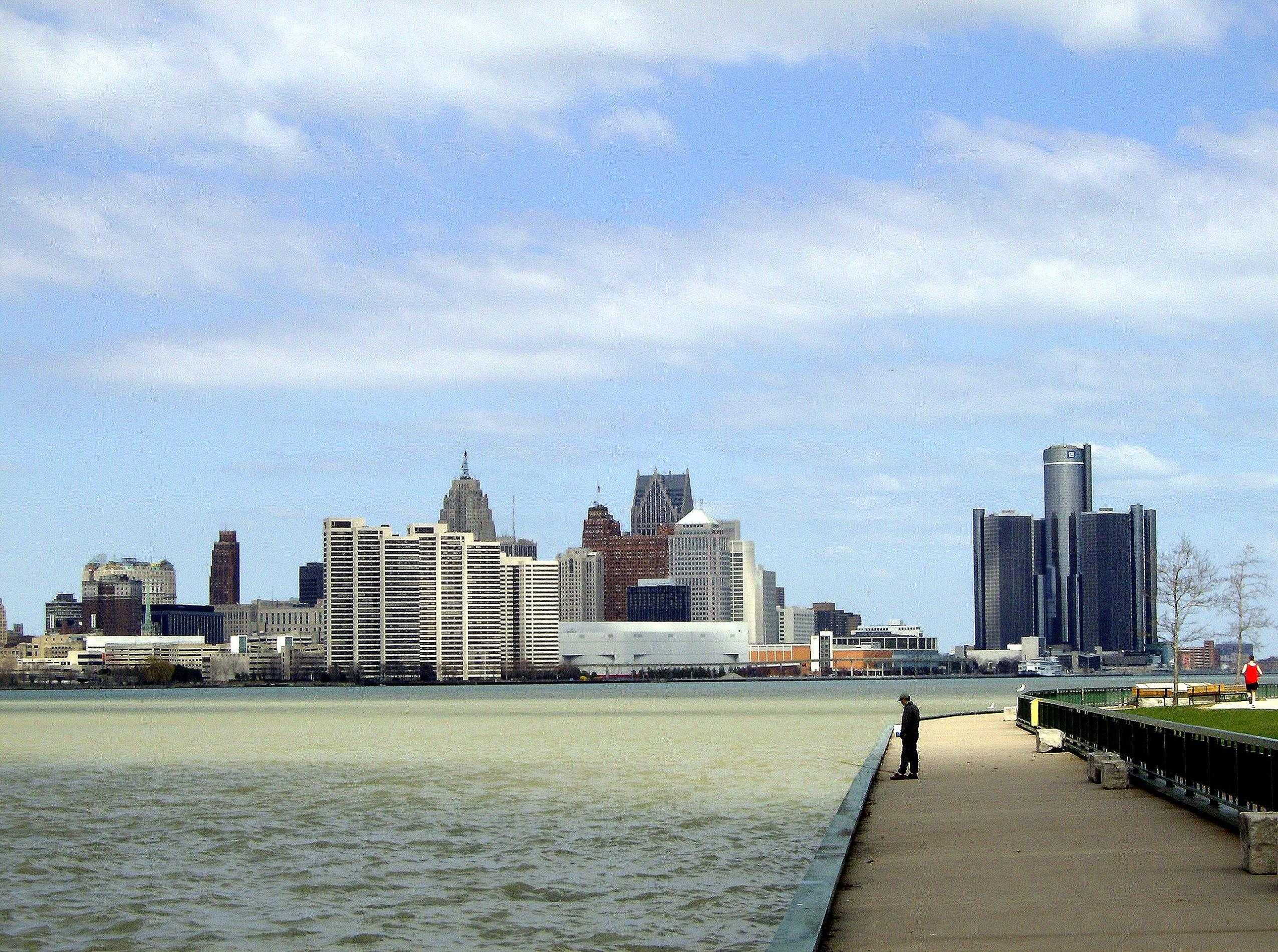
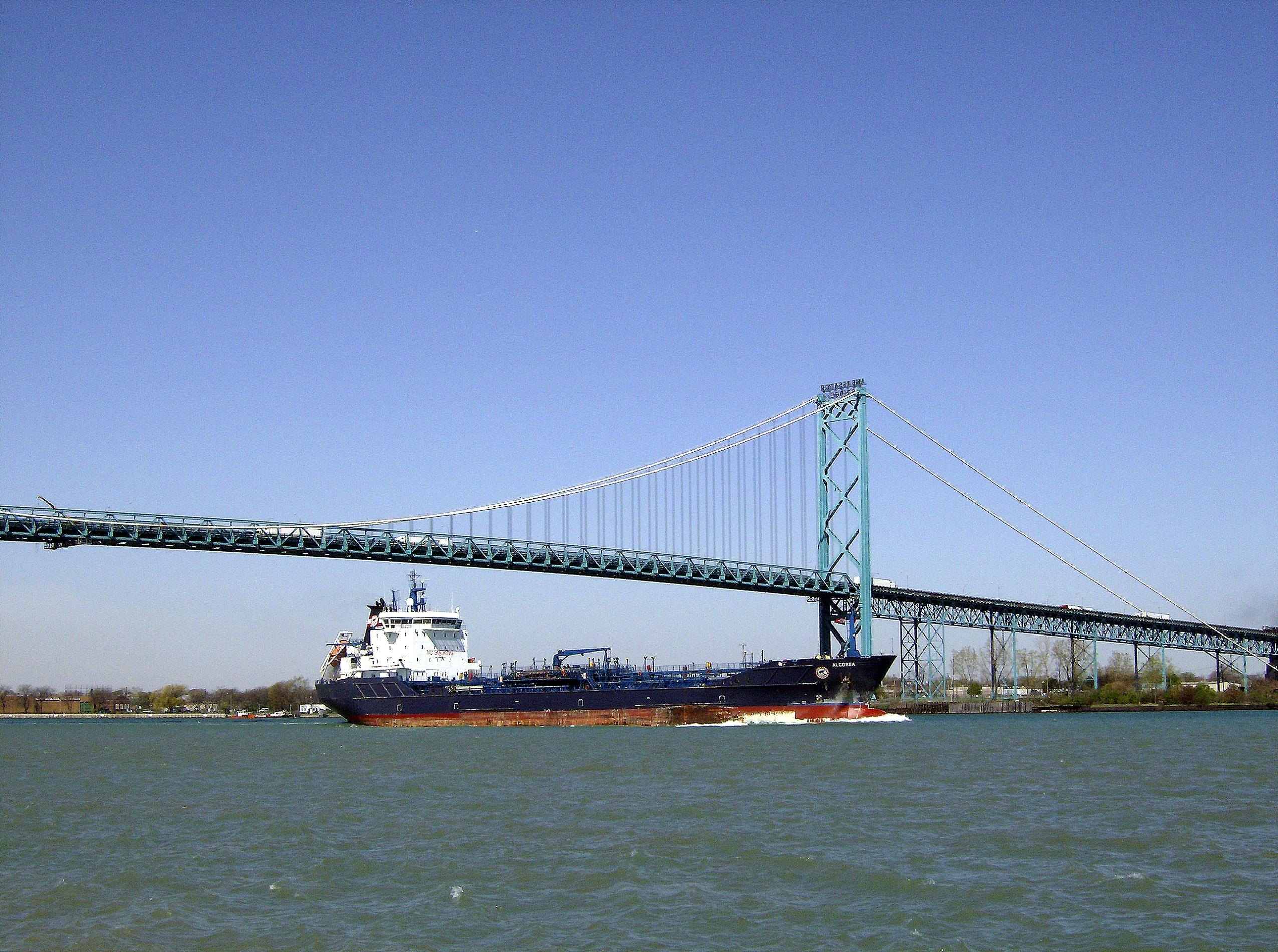
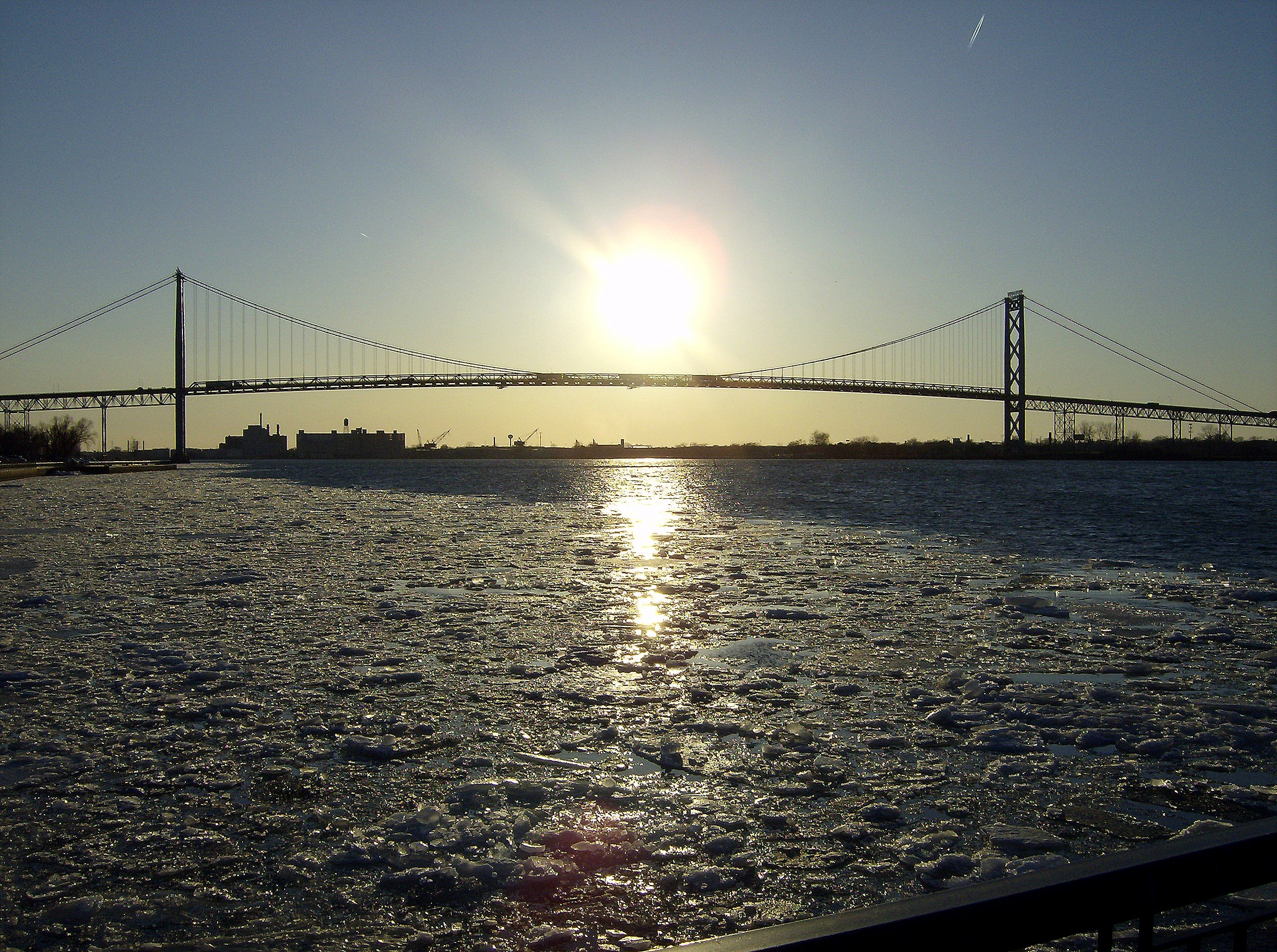
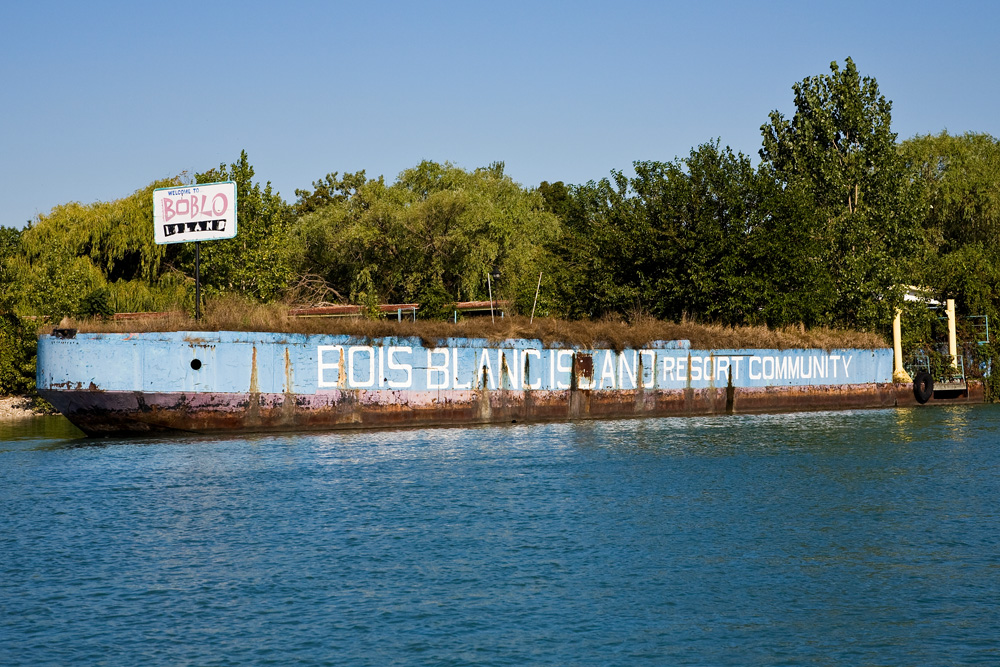